# Rietviltmollisia
De rietviltmollisia (Trichobelonium kneiffii) is een schimmel behorend tot de familie Mollisiaceae. Hij leeft saprotroof op dode stengels van riet (Phragmites australis).

## Kenmerken

### Uiterlijke kenmerken
De apothecia (vruchtlichamen) hebben een diameter van 0,5 tot 2 mm. Ze zijn komvormig, ongesteeld, grijsgeel of okergeel en aan de rand meer grijziger.

### Microscopische kenmerken
De asci zijn 8-sporig, cilindrisch-knotsvormig, dunwandig en meten 94-115 × 8 μm. De ascosporen zijn, cillindrisch, iets toespits aan het einde, hyaliene, met kleine druppeltjes, dunwandig en meten 19-27 × 2-4 μm. De parafysen zijn draadvormig, gesepteerd, even lang als de asci en aan de top verbreed tot 3,5 μm.

## Verspreiding
De rietviltmollisia komt met name voor in Europa. In Nederland komt hij vrij algemeen voor.

## Foto's

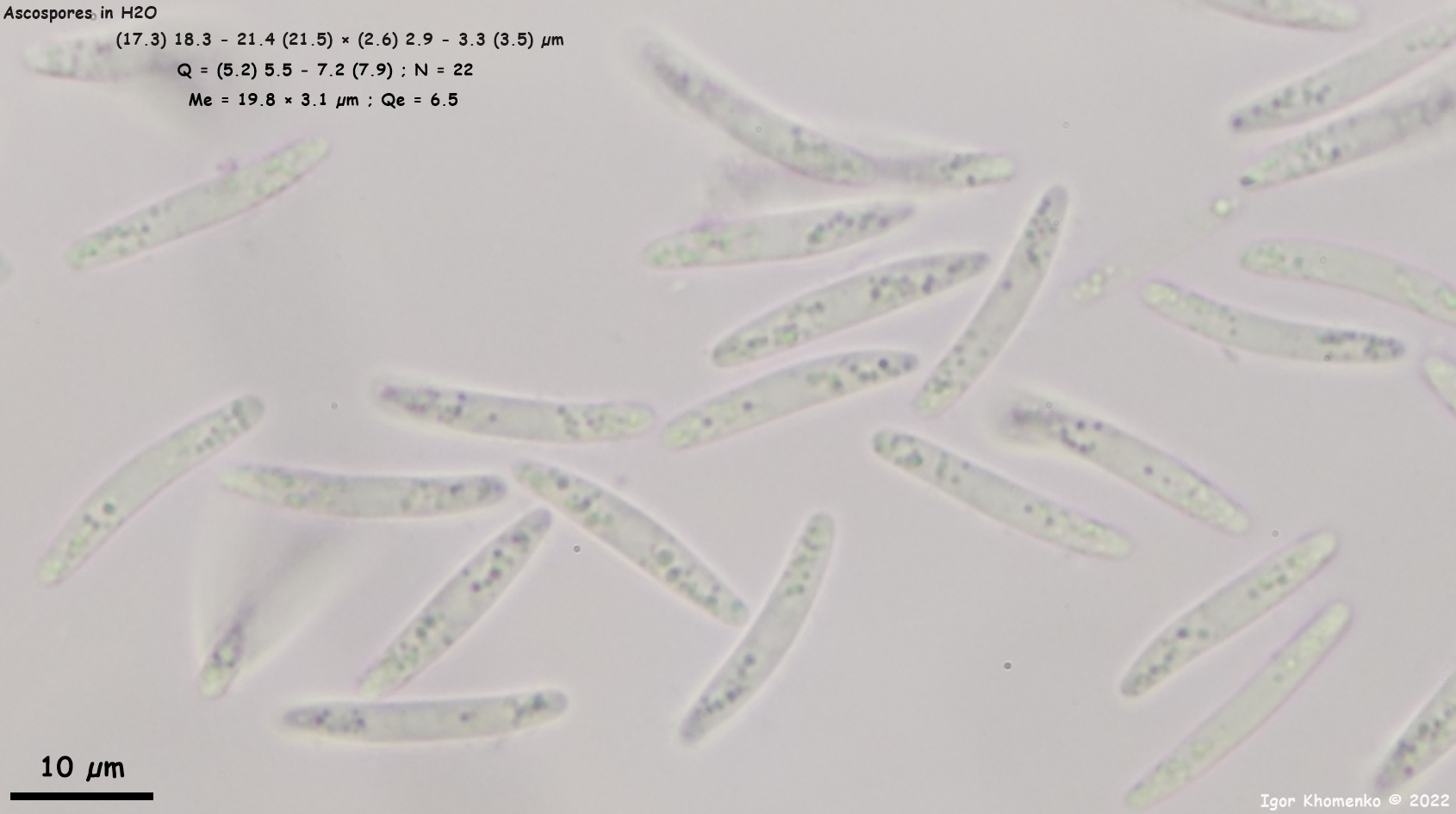
Sporen